# Hey-la, Hey-la, die Bouffants sind da
Hey-la, Hey-la, die Bouffants sind da ist eine US-amerikanische Fernseh-Komödie aus dem Jahr 1989.

## Handlung
Als die drei Bouffants noch Teenager waren, hatten sie Anfang der 1960er Jahre mit „Hey-la, hey-la, my boybfriend's back“ einen großen Hit. Allerdings wurde aus der gemeinsamen Karriere nichts mehr. So versucht der Fernsehproduzent Harry Simon die drei Damen ausfindig zu machen, um sie für ein Comeback zu überreden. Vickie findet er in einer alten Bowlingbahn, wo sie noch ihre alten Lieder zum besten gibt. Chris ist Hausfrau und Mutter geworden und Debra „Debbie“ McGuire ist der Senior Vice President der Marketingabteilung eines Multimillionen-Dollar Unternehmens. Alle drei lassen sich überreden, für zwei Wochen nach Los Angeles zu reisen, um sich für ihr Comeback vorzubereiten.
Doch es herrschen noch Spannungen unter den ehemaligen Freundinnen, denn Vickie hat Debbie nie verziehen, dass sie einst mit ihrem Schwarm Michael Page schlief. Umso mehr freut es sie, dass sie, nachdem Debbies Stimme versagt, als neue Leadsängerin eingesetzt wird. Das wiederum gefällt Debbie nicht, weswegen sie, nachdem sie bereits das Luxushotel bezogen und sich neu eingekleidet hatten, spurlos verschwindet. Harry ist entsetzt, kann die Verantwortlichen bei NBC gerade noch beruhigen und pocht auf den Vertrag, den Debbie unterschrieb, sodass sie wiederum erscheint und die Proben fortgeführt werden können. Sie nimmt zusätzlich Gesangsstunden, um all die Jahre des Alkohols und des Rauchens aus der Stimme zu bekommen. Dabei wird sie so gut, dass Harry sie fragt, ob sie nicht wieder die alte Leadsängerin werden will.
Vickie bekommt dies mit und sieht ihren Auftritt in Gefahr, weswegen sie selbst mit Chris abreisen will. Doch Debbie kann sie davon abhalten, indem sie ihr erklärt, dass sie darauf verzichtete, damit Vickie, die seit über 25 Jahren überall auftritt auch einmal ihren großen Auftritt vor Publikum haben kann. Während des Gesprächs macht ihr Vicky allerdings erneut Vorwürfe wegen Michael Page und Debbie beruhigt sie, dass er bei weitem nicht so gut war, wie ihre Liebe zu ihm. Nachdem Michael Page sie kurz vor ihrem Auftritt mit seiner Familie in der Garderobe besucht, erkennt Vickie, dass all der Liebesschmerz für diesen übergewichtigen und glatzköpfigen Mann umsonst waren. Sie fühlt sich anschließend so gut, dass sie auf die Rolle der Leadsängerin verzichtet und gemeinsam mit Chris und Debbie ihren großen Auftritt hat.

## Kritik
„Anspruchslos-amüsante Unterhaltung.“

## Veröffentlichung
Der Film wurde am 25. September 1989 in den USA zum ersten Mal ausgestrahlt und ist dort seit dem 1. Januar 1998 auf DVD erhältlich. In Deutschland lief der Film zum ersten Mal am 25. Januar 1992 auf ProSieben und ist weder auf VHS, noch auf DVD erhältlich.